# Aston Martin Vulcan
Pour les articles homonymes, voir Vulcan.
La Vulcan est une supercar du constructeur automobile britannique Aston Martin produite en série limitée entre 2015 et 2017.
N'étant pas homologuée pour la route (sauf une), elle est réservée à un usage sur circuits.

## Présentation
Elle est présentée au salon de Genève 2015, produite à 24 exemplaires et commercialisée à un prix de 3 millions d'euros.

## Caractéristiques techniques
Elle est mue par un moteur V12 atmosphérique de 7 litres de 820 chevaux ce qui en faisait l'Aston Martin la plus puissante de l'histoire, jusqu'en 2021 et l'arrivée de l'Aston Martin Valkyrie. L'injection directe se fait via 48 soupapes. Elle passe de 0 à 100 km/h en 2,7 secondes et sa vitesse de pointe est de 355,7 km/h . Son châssis est une monocoque en fibre de carbone. Elle possède un différentiel à glissement limité intégral ainsi que des freins à disque Brembo. Elle affiche un rapport poids/puissance de 1.625 kg/ch et un rapport puissance/litre de 118.714 ch/L. 

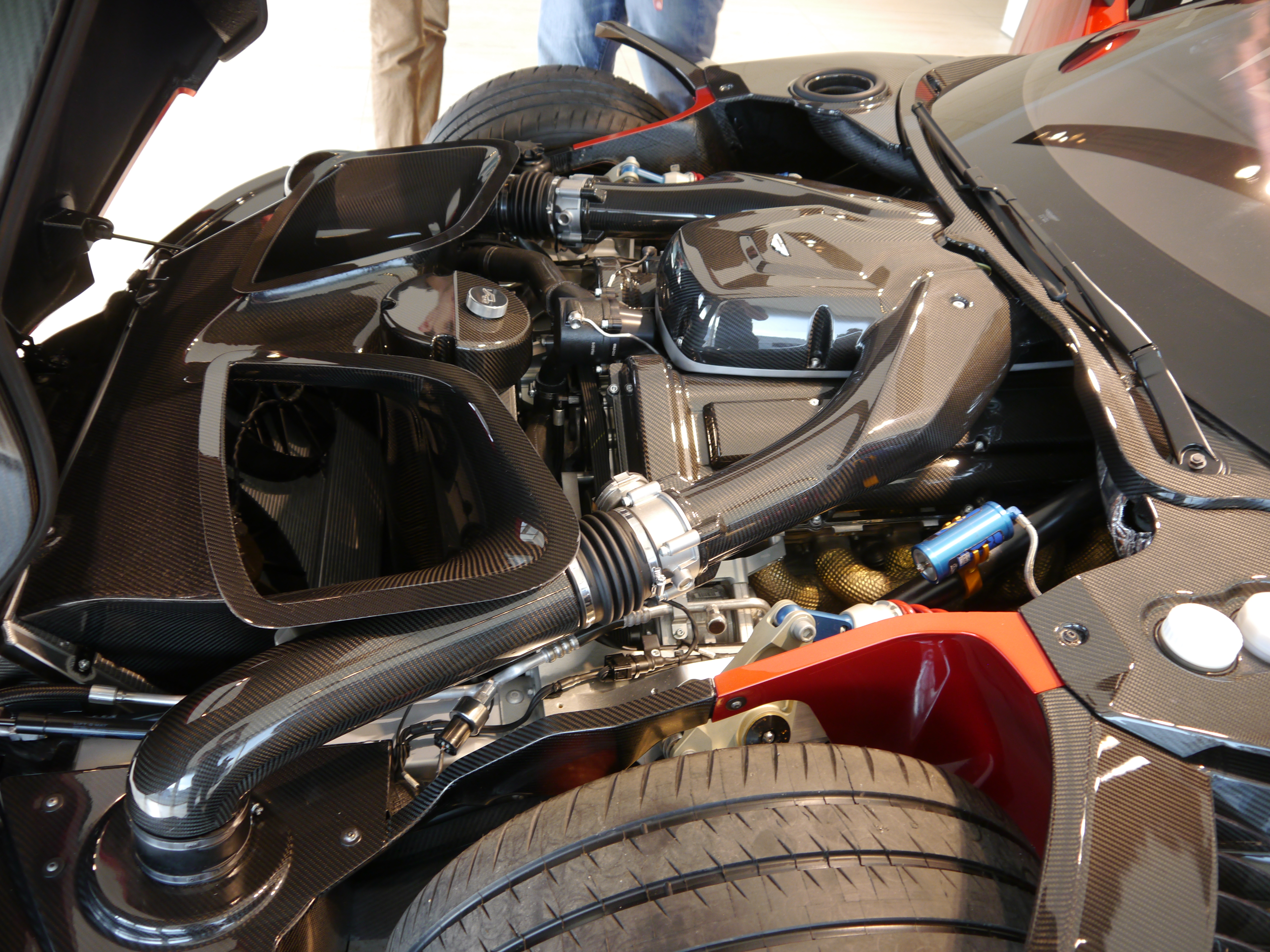
Moteur de la Vulcan.
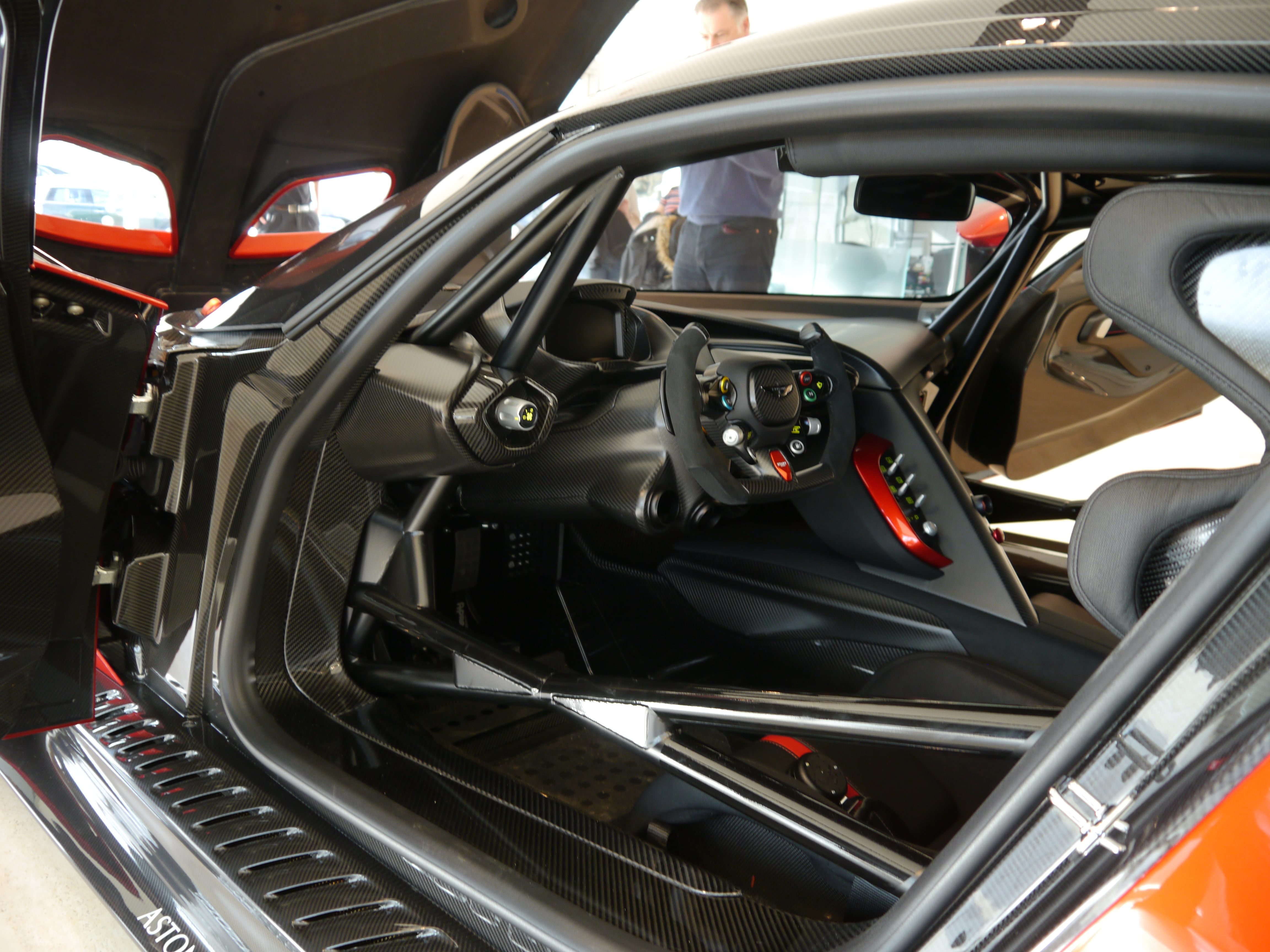
Intérieur de la Vulcan.

## Vulcan AMR Pro
En 2017, la Vulcan se dévoile avec un pack additionnel performant, en version AMR Pro. Elle se distingue par un kit aérodynamique avec un nouvel aileron arrière bi-plan, des ailettes sur les côtés du bouclier avant et des prises d'air situées sur les ailes avant.

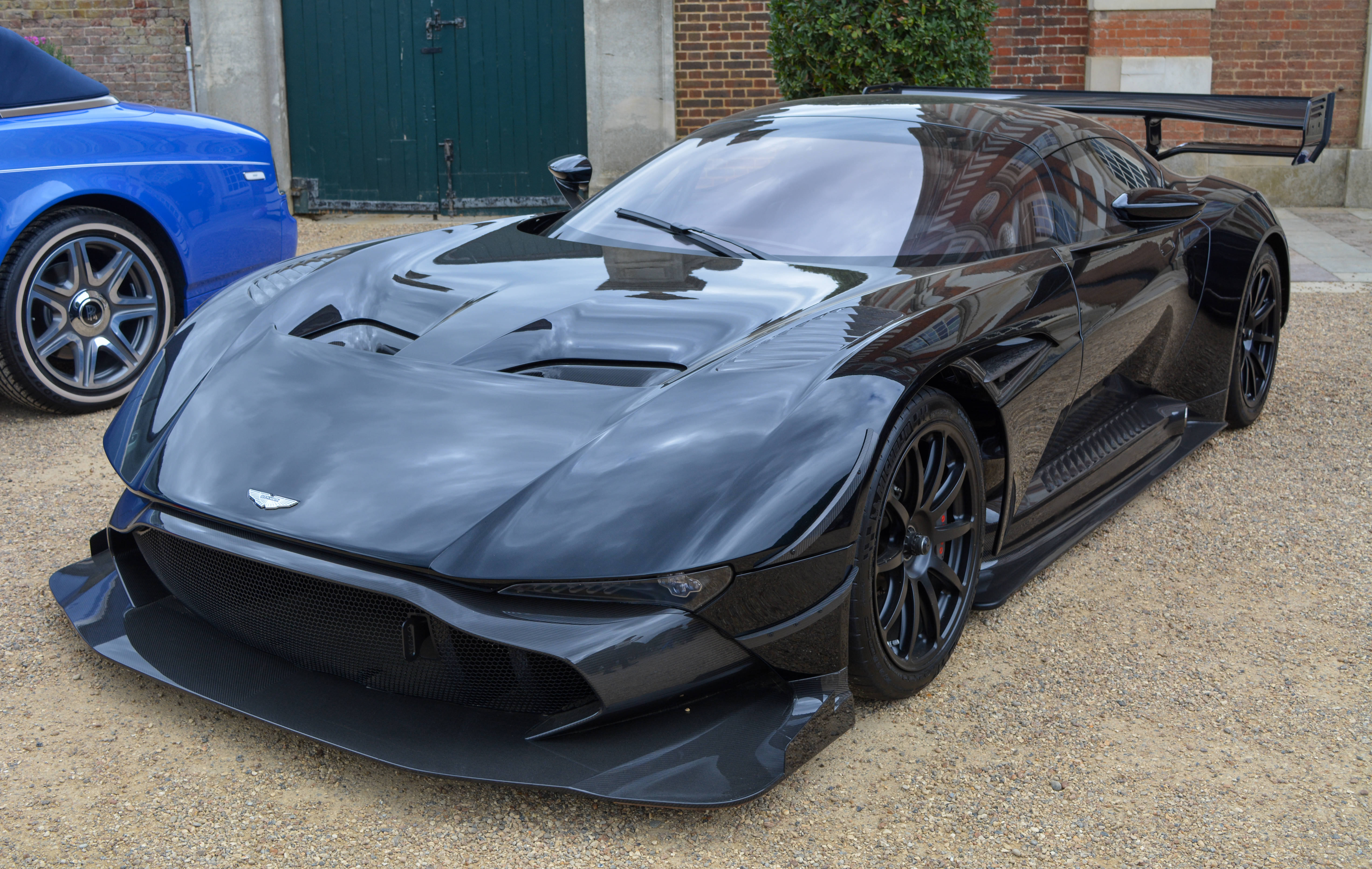
AMR Pro vue avant.
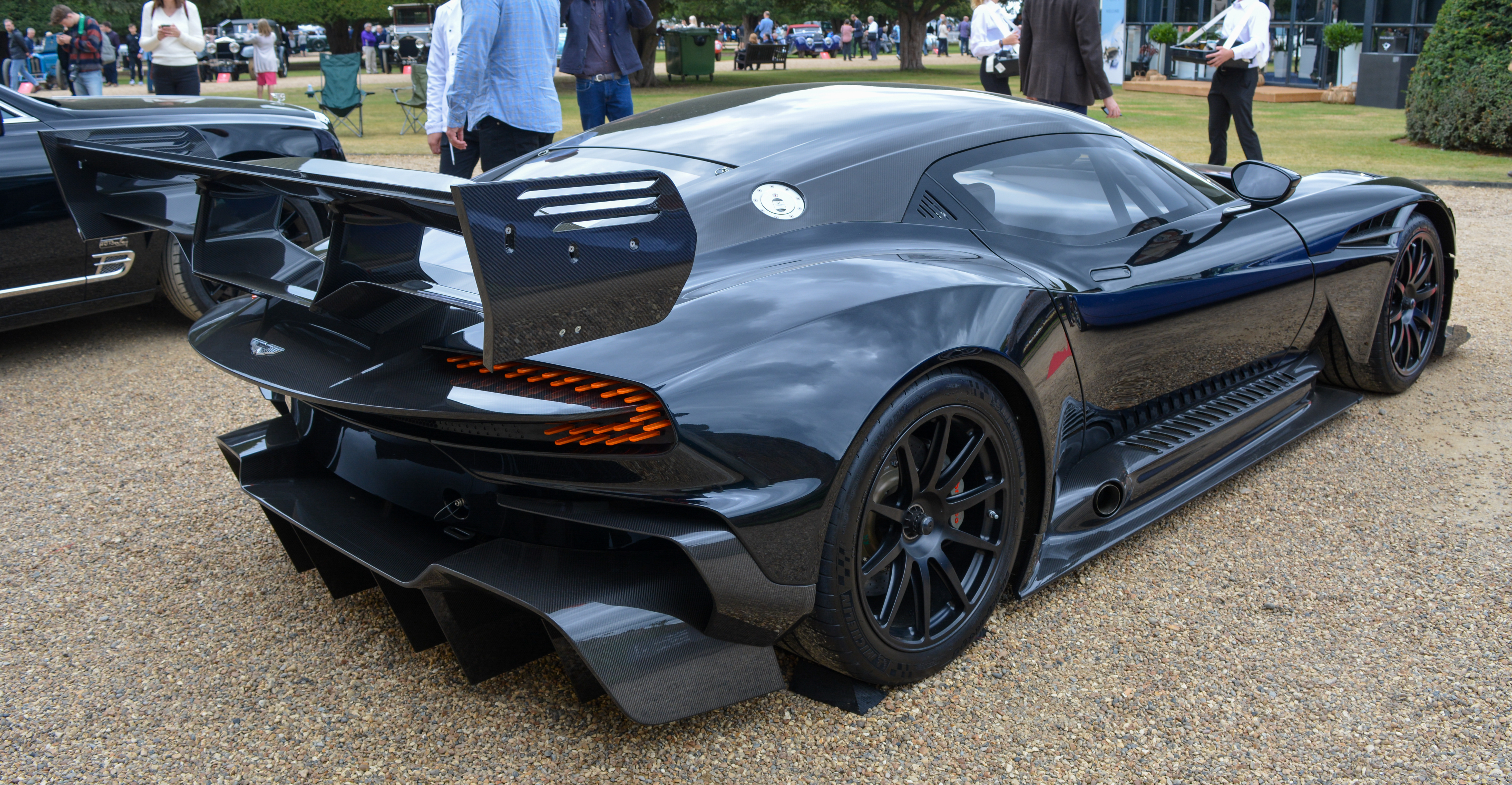
AMR Pro vue arrière.